# 光亮利驥
光亮利驥（日语：シャイニングレイ），是日本純種競賽馬匹。生涯活躍於短途至中距離賽事，曾勝出二級賽希望錦標及三級賽CBC賞。

## 出賽前
2012年5月22日出生於北海道安平町北部牧場，成長途中於一口馬主俱樂部Carrot Farm Co. Ltd.進行馬主募集。
其後交由栗東訓練中心練馬師高野友和訓練。

## 競賽生涯

### 2歲
2014年11月9日出戰京都競馬場2歲新馬戰，比賽途中選擇於第二的位置推進，通過第四彎道時帶出取得領先。進入直路後，其繼續保持凌厲的姿態加速，最終拉開後方3 1/2馬位取得首勝。
其後出戰本年度升格爲二級賽並更改名稱的希望錦標，比賽初段繼續選擇先行戰術處於第三的位置，並於比賽途中一直以穩定的速度推進。進入直路後，其瞬間加速下不但取得成功取得領先，其後亦可拋離一同衝出的彗星及阻止後方Black Bago的追擊，最終以1 1/4馬位優勢奪得首個分級賽冠軍。

### 3歲
2015年以彌生賞作爲年度首戰，雖然賽前獲得第一人氣，但於進入馬場熱身時候經已表現出浮躁的情緒並將鞍上的騎師川田將雅拋下，比賽開始後亦未能順應川田的指揮順利加速，最終以第七落敗。
賽後其更被檢查出左肩球節有不適的症狀，因而進入休養並缺席皋月賞及東京優駿（日本打吡）。
秋季原定於10月4日的公開賽港灣人工島錦標復出，但9月16日左前腳被發現患有肌腱炎後避戰並再度進入長期休養，導致其直接跳過了4歲生涯。

### 5歲
2017年3月11日於仁川錦標復出出戰時隔2年的賽事，但未能重拾比賽狀態之下僅取得第六，4月前往福島競馬場出戰公開賽福島民報盃亦以第十四大敗。
其後陣營決定安排其縮程出戰公開賽安土城錦標，於比賽途中順應步速處於第三左右的位置穩定推進，進入直路瞬間衝出之下成功超越前方賽駒，最終堅守位置下以1 1/4馬位取得時隔2年5個月的勝利。
7月2日繼續縮程至到1200米出戰三級賽CBC賞，亦爲其首次於左轉賽道上作賽。比賽開始後，其因出閘稍爲不順而於後方位置推進，並一直保持緩慢的步速以等待時機。進入直路後，憑借其於比賽初段的留力，其成功於外檔一舉轟出後600米33.2秒的恐怖末腳，最終於終點線前超越Second Table以鼻位優勢取勝，奪得暌違2年6個月的分級賽冠軍。

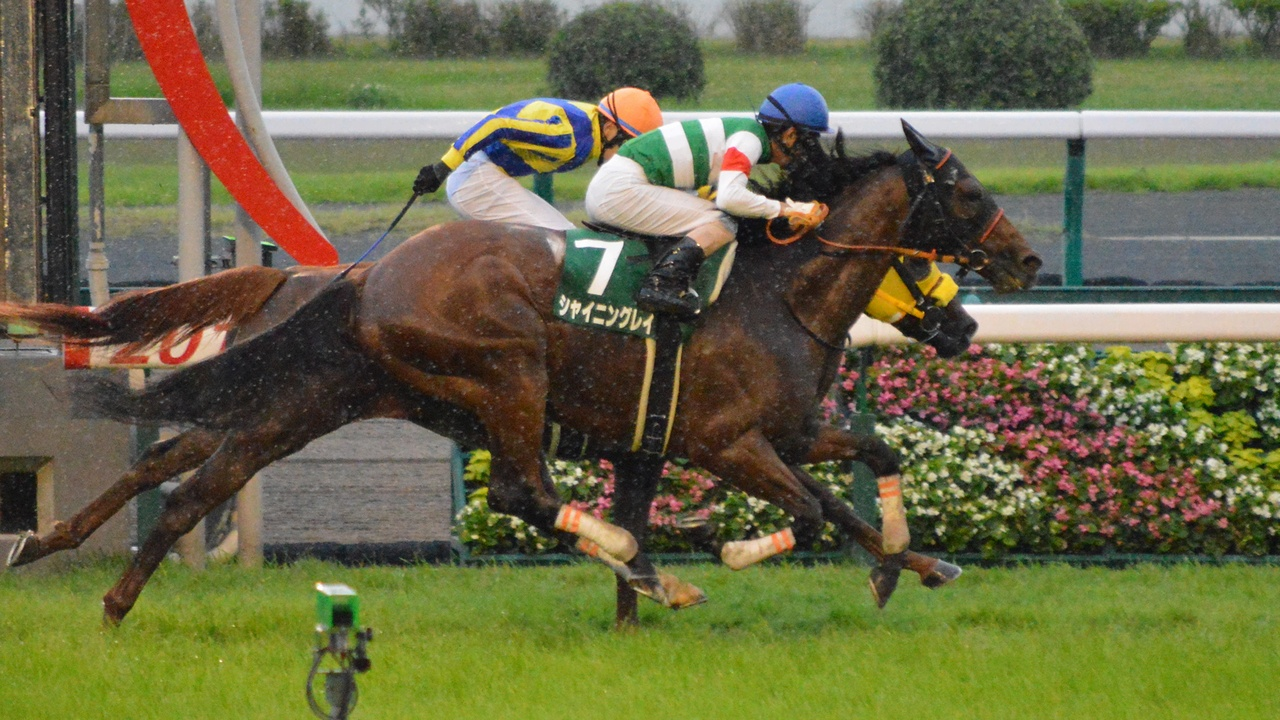
出戰CBC賞的光亮利驥

完成CBC賞後原定出戰短途馬錦標，但腳步不適之下避戰並改爲以阪神盃作爲目標，然而比賽途中保持於先頭位置下於直路突然失速，最終以包尾第十八大敗。

### 6歲
2018年3月25日出戰年度首戰高松宮紀念，本次比賽選擇保持於中團靠後位置下於直路無法順利衝出，最終僅以第十二完賽。
賽後陣營考慮各項因素過後決定安排其退役，並於4月7日取消日本中央競馬會的賽駒註冊。

### 詳細賽績
| 日期       | 舉辦國家 | 馬場 | 距離   | 級別 | 賽事名稱   | 負重 | 騎師     | 馬號 | 出馬 | 名次 | 時間   | 頭馬（二馬）     |
| ---------- | -------- | ---- | ------ | ---- | ---------- | ---- | -------- | ---- | ---- | ---- | ------ | ---------------- |
| 9/11/2014  | 日本     | 京都 | 草2000 |      | 2歲新馬    | 55   | 川田將雅 | 8    | 10   | 1    | 2:04.1 | （Kreutzer）     |
| 28/12/2014 | 日本     | 中山 | 草2000 | GII  | 希望錦標   | 55   | 川田將雅 | 10   | 17   | 1    | 2:01.9 | （彗星）         |
| 8/3/2015   | 日本     | 中山 | 草2000 | GII  | 彌生賞     | 56   | 川田將雅 | 3    | 11   | 7    | 2:02.9 | 里見皇冠         |
| 11/3/2017  | 日本     | 阪神 | 泥2000 | OP   | 仁川錦標   | 56   | 北村友一 | 2    | 9    | 6    | 2:05.5 | Great Pearl      |
| 16/4/2017  | 日本     | 福島 | 草2000 | OP   | 福島民報盃 | 55   | 北村友一 | 2    | 16   | 14   | 1:59.5 | 米蘭             |
| 28/5/2017  | 日本     | 京都 | 草1400 | OP   | 安土城錦標 | 55   | 北村友一 | 1    | 16   | 1    | 1:19.8 | （滑雪道）       |
| 2/7/2017   | 日本     | 中京 | 草1200 | GIII | CBC賞      | 56   | 北村友一 | 7    | 18   | 1    | 1:08.0 | （Second Table） |
| 23/12/2017 | 日本     | 阪神 | 草1400 | GII  | 阪神盃     | 57   | 北村友一 | 18   | 18   | 18   | 1:21.2 | 明媚島           |
| 25/3/2018  | 日本     | 中京 | 草1200 | GI   | 高松宮紀念 | 57   | 北村友一 | 16   | 18   | 12   | 1:09.4 | 鐵杵成針         |

## 退役後
退役後，光亮利驥並未入種，而是於廣島縣東廣島市廣島縣立西條農業高等學校休養，於2018年以乘騎馬身份工作。

## 血統簡介
父系大震撼爲日本賽駒，爲日本賽馬史上第二匹無敗三冠馬，生涯出戰十四場賽事僅得兩場未能勝出，退役後配種成績亦極爲優秀。祖父週日寧靜是美國三冠賽雙冠馬，退役後在日本配種，在日本馬壇相當成功，贏得多項分級賽事，其子嗣贏得巨額獎金。
母系Shells Lei爲日本賽駒，生涯戰績不佳，雖有勝場但未突破條件戰級別。外祖父大洋船爲美國生產的日本賽駒，於草地泥地賽事均有表現，曾勝出NHK一哩賽及日本盃泥地大賽。

### 血統表
| 父線：週日寧靜系（Halo系）         |                              |               |                 |
| 種馬 大震撼 2002年（棗色）         | 週日寧靜 1986年（棕色）      | Halo          | Hail to Reason  |
| 種馬 大震撼 2002年（棗色）         | 週日寧靜 1986年（棕色）      | Halo          | Cosmah          |
| 種馬 大震撼 2002年（棗色）         | 週日寧靜 1986年（棕色）      | Wishing Well  | Understanding   |
| 種馬 大震撼 2002年（棗色）         | 週日寧靜 1986年（棕色）      | Wishing Well  | Mountain Flower |
| 種馬 大震撼 2002年（棗色）         | 風中秀髮 1991年（棗色）      | Alzao         | 利法爾          |
| 種馬 大震撼 2002年（棗色）         | 風中秀髮 1991年（棗色）      | Alzao         | Lady Rebecca    |
| 種馬 大震撼 2002年（棗色）         | 風中秀髮 1991年（棗色）      | Burghclere    | Busted          |
| 種馬 大震撼 2002年（棗色）         | 風中秀髮 1991年（棗色）      | Burghclere    | Highclere       |
| 繁殖雌馬 Shells Lei 2003年（灰色） | 大洋船 1998年（灰色）        | French Deputy | Deputy Minister |
| 繁殖雌馬 Shells Lei 2003年（灰色） | 大洋船 1998年（灰色）        | French Deputy | Mitterand       |
| 繁殖雌馬 Shells Lei 2003年（灰色） | 大洋船 1998年（灰色）        | Blue Avenue   | Classic Go Go   |
| 繁殖雌馬 Shells Lei 2003年（灰色） | 大洋船 1998年（灰色）        | Blue Avenue   | Eliza Blue      |
| 繁殖雌馬 Shells Lei 2003年（灰色） | Oyster Ticket 1998年（棗色） | 勝利獎券      | 東來兵          |
| 繁殖雌馬 Shells Lei 2003年（灰色） | Oyster Ticket 1998年（棗色） | 勝利獎券      | Powerful Lady   |
| 繁殖雌馬 Shells Lei 2003年（灰色） | Oyster Ticket 1998年（棗色） | Namura Pieris | Tosho Boy       |
| 繁殖雌馬 Shells Lei 2003年（灰色） | Oyster Ticket 1998年（棗色） | Namura Pieris | Yamani Sakura   |
| 雌系：號族：3-l                    |                              |               |                 |
| 五代內近親交配：無                 |                              |               |                 |

## 命名由來
名字中，Shining（シャイニング）意思是閃耀，香港則翻譯为「光亮」，Lei（レイ）繼承自母系Shells Lei的名字，香港則採用音譯，翻譯为「利驥」。

## 外部連結
- 光亮利驥 netkeiba.com （页面存档备份，存于）
- 血統表 （页面存档备份，存于）